# Bahnhof Varel (Oldb)
Der Bahnhof Varel (Oldb) ist ein Bahnhof in der niedersächsischen Stadt Varel. Er hat das einzige erhaltene Bahnhofsgebäude aus der Eröffnungszeit der Bahnstrecke Oldenburg–Wilhelmshaven.

## Geschichte

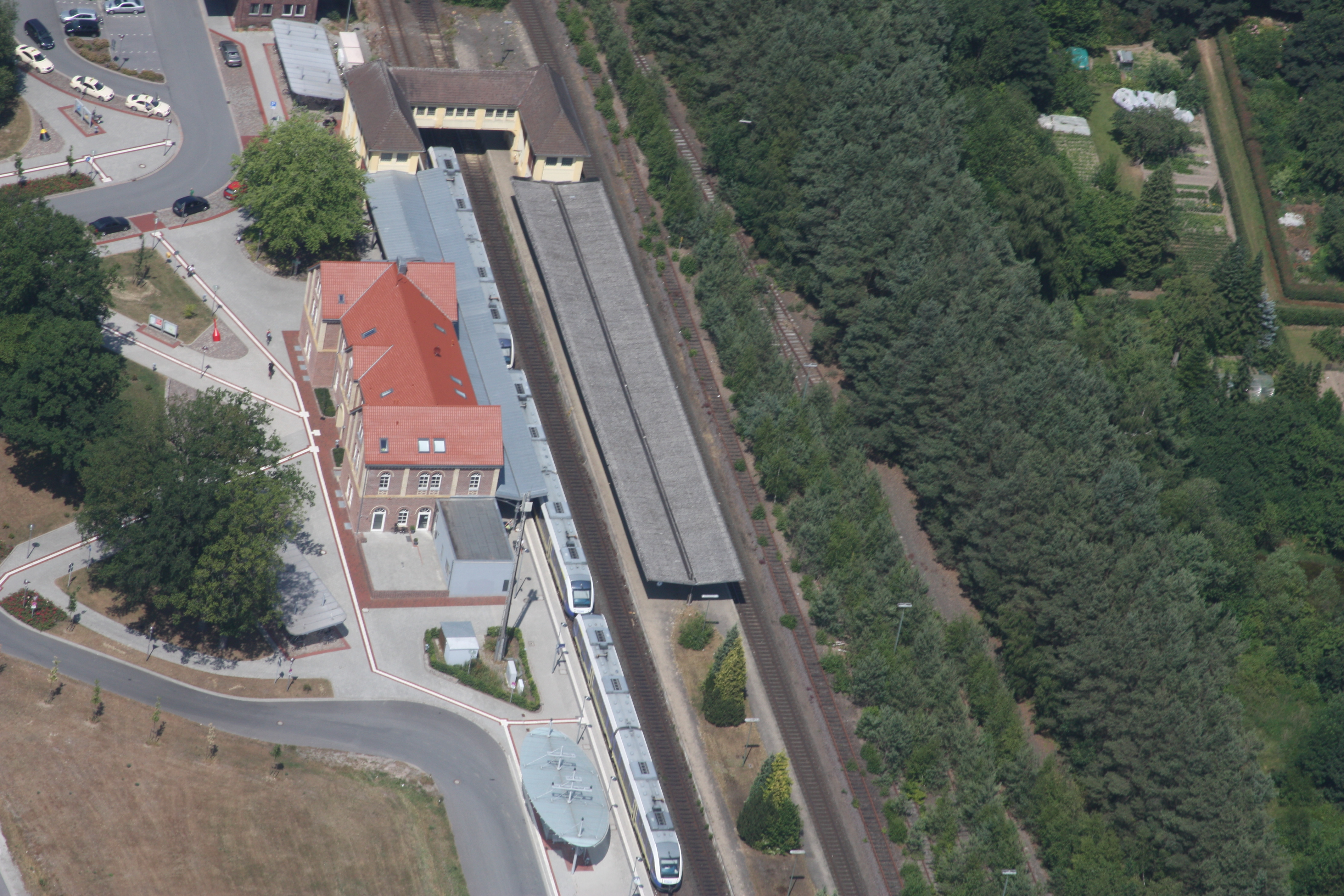
Luftbild des Bahnhofs

Der preußische Konsul Bley hatte 1846 und 1851 erstmals vorgeschlagen, Varel in das bereits vorhandene Bahnnetz einzugliedern. 1867 bekam Varel durch die Strecke Wilhelmshaven (früher Heppens) – Oldenburg den Anschluss an das Eisenbahnnetz der Großherzoglich Oldenburgischen Staatseisenbahnen. Der Bau kostete bei seiner Errichtung 1867 512.000 Mark. Um die Textil- und Klinkerwerke im Westen Varels anzuschließen und eine Alternative zur mühsamen Beförderung der Waren zu haben, wurden ab 1893 die Vareler Nebenbahnen eröffnet, wodurch der Bahnhof Bedeutung für den Personenverkehr und den Warentransport aus der friesischen Wehde, der Wesermarsch und dem Vareler Hafen bekam. Sie wurden 1896 mit dem Anschluss Neuenburgs fertig gestellt. Neben der Verbindung vom Bahnhof zum Vareler Hafen gab es die Strecken Varel–Langendamm–Borgstede–Bramloge und Borgstede–Bockhorn–Zetel–Neuenburg.
Der Reisezugverkehr auf den Vareler Nebenbahnen endete am 23. Mai 1954. Auf der am 1. Mai 1913 eröffneten Strecke Varel–Rodenkirchen wurde der Personenverkehr am 1. Juli 1958 eingestellt. Bis Diekmannshausen existierte noch ein Anschlussgleis. Bis Ende 1991 wurden Güter transportiert, der Anschluss zur Kartonfabrik wurde bis 2002 bedient. Nach Abzug des Panzergrenadierbataillons 1992 und den Ersatz durch luftbewegliche Infanterie wurden in Langendamm kaum noch Militärfahrzeuge verladen. Die Strecken der Vareler Nebenbahnen werden heute nicht mehr genutzt und sind größtenteils abgebaut.
Zur Ausstattung des Bahnhofs gehörten zwei Ladestraßengleise, zwei Güterschuppengleise, zwei Gleise zur Viehverladung sowie Gleiswaage und Lademaß. Zudem besaß Varel ein kleines Bahnbetriebswerk, das sich nordöstlich und etwas abseits des Bahnhofs befand, eine Drehscheibe war ebenfalls vorhanden. Der Wasserturm stand weit entfernt, westlich der Ladestraßengleise am Bahnhof. Vom ehemaligen Lokschuppen sind nur noch Mauerreste vorhanden. Das Gleis dorthin kreuzte jenes der Hafenbahn unweit des Bahnhofs.
Im Zuge des zweigleisigen Ausbaus der Strecke wurde 2012 der Bahnhof grundlegend umgebaut.
Das gesamte Ensemble mit Bahnhofsgebäude, Übergang zum Mittelbahnsteig und Güterschuppen steht heute unter Denkmalschutz.

## Bahnsteige

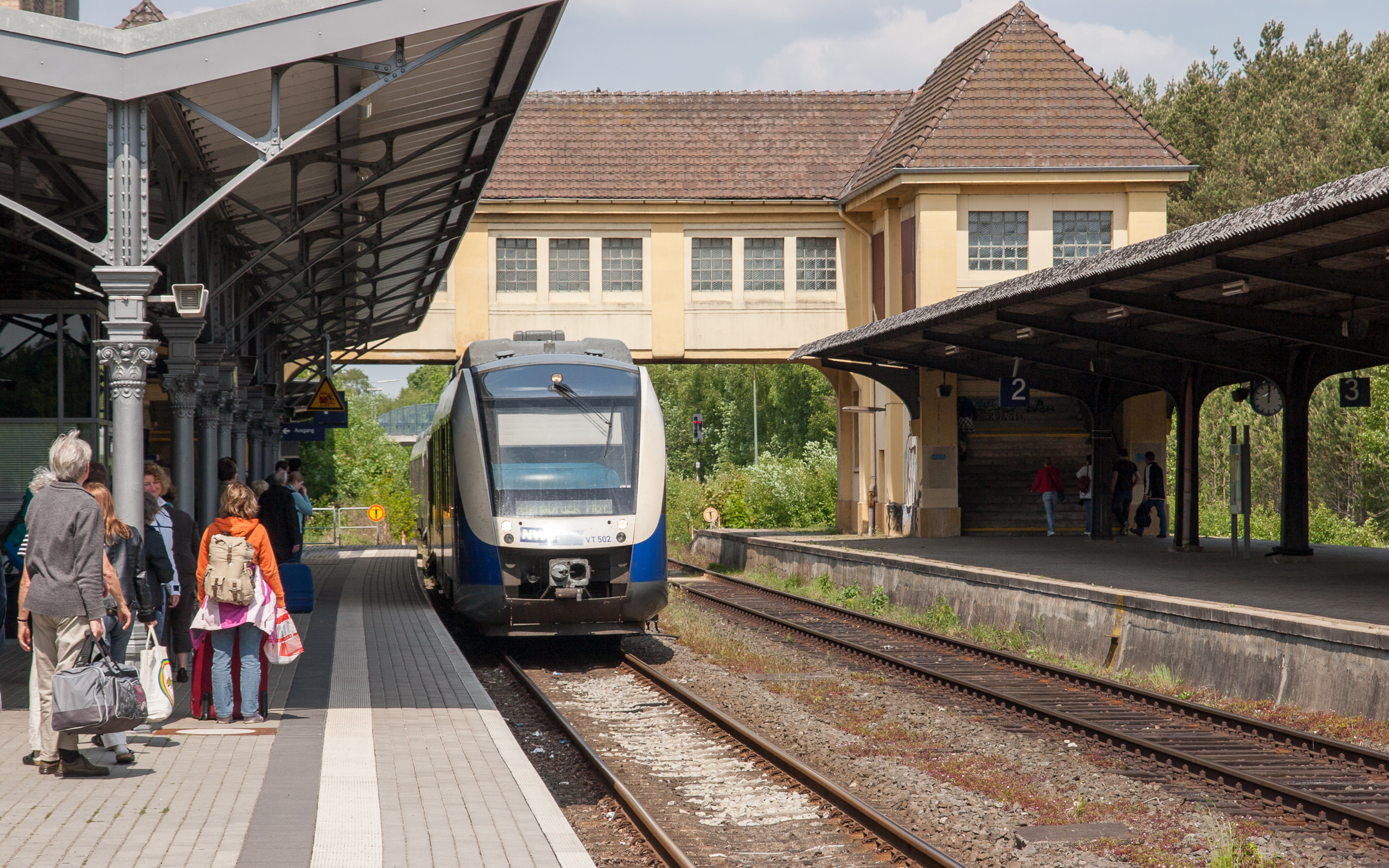
Bahnhof Varel im Jahr 2010

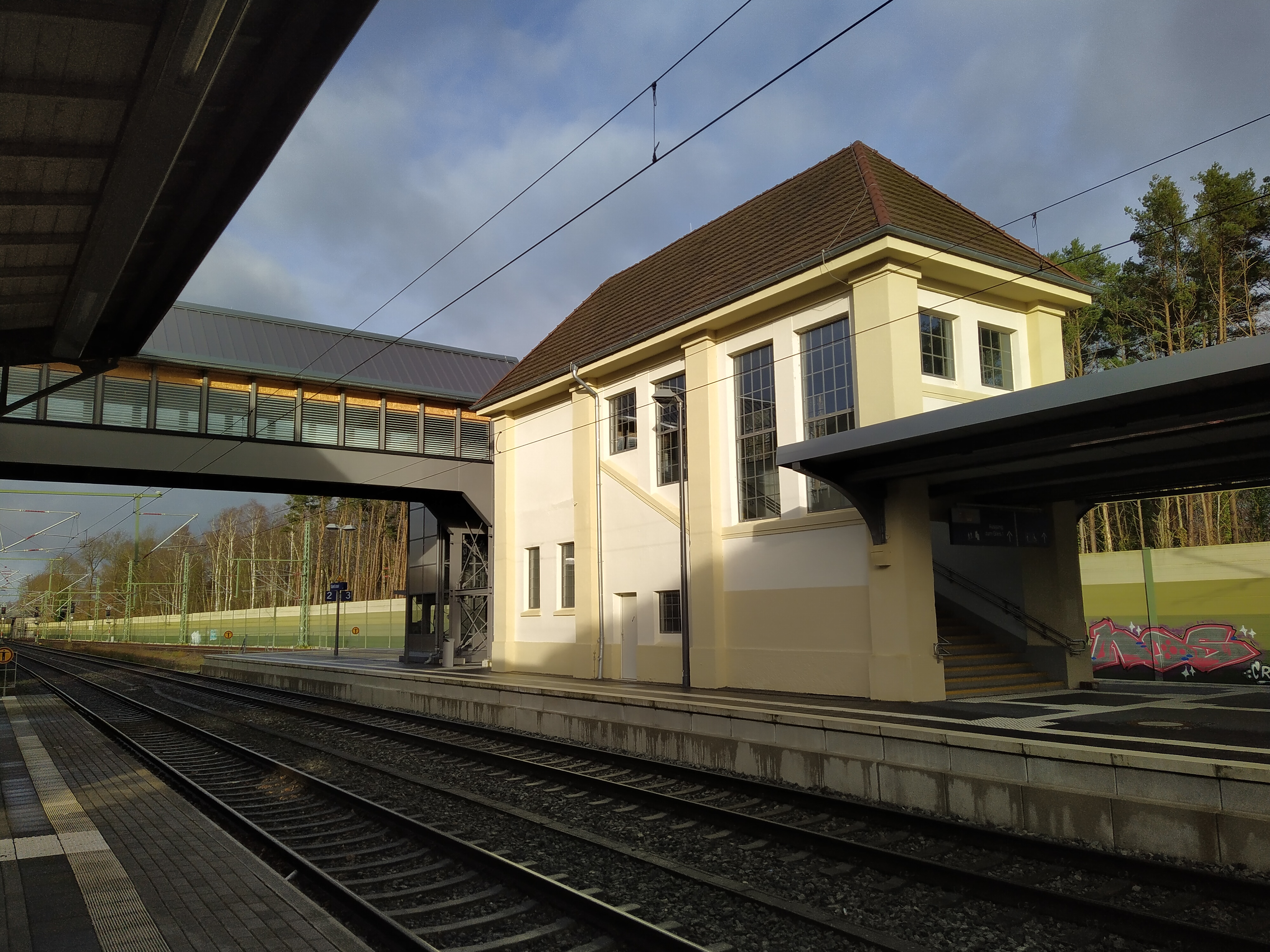
Bahnsteigbrücke in Varel, Dezember 2023

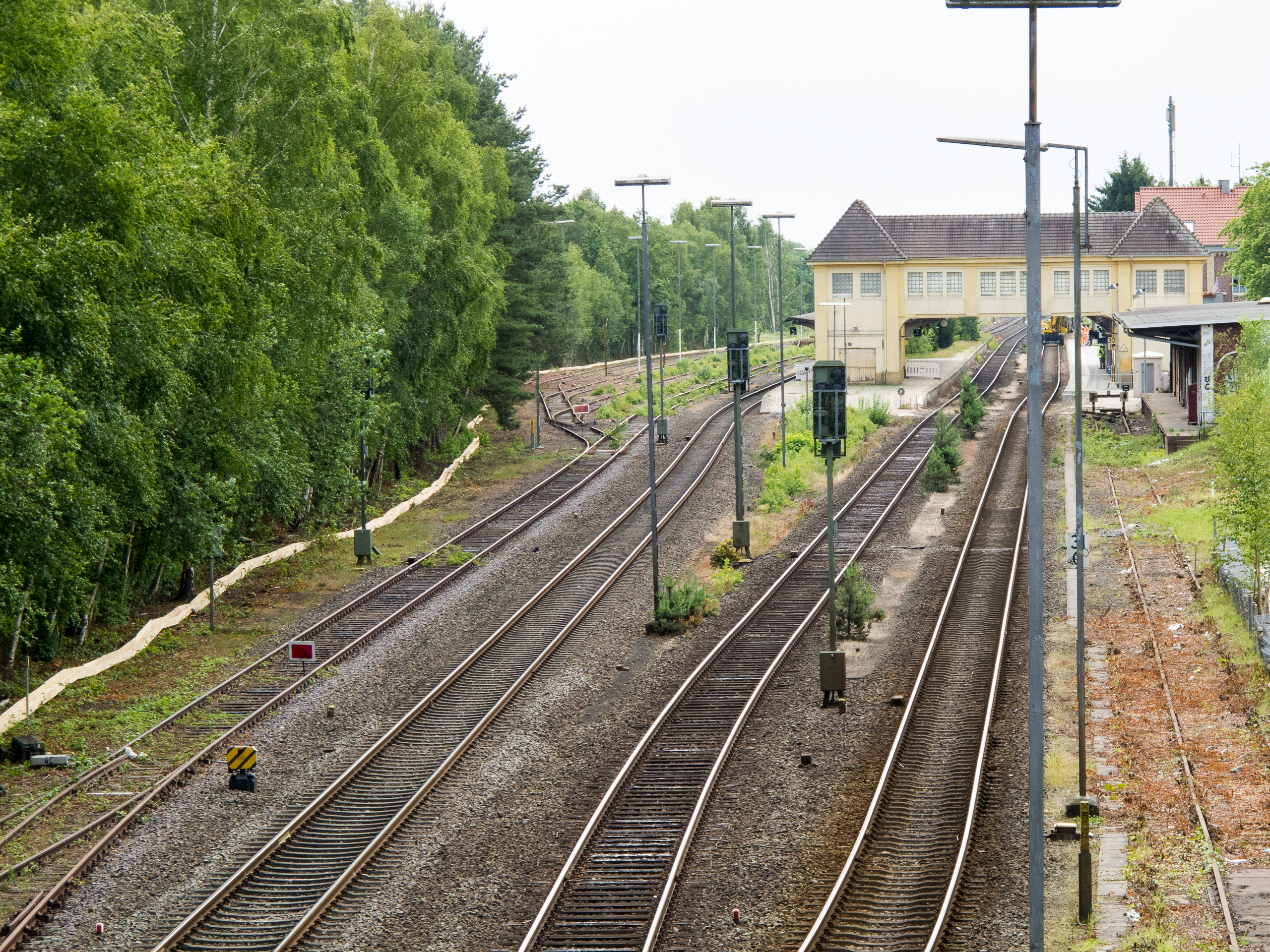
Gleisfeld in 2011

Auf Bahnsteig 1 befinden sich gusseiserne Säulen, die das Bahnsteigdach tragen. Auf dem Bahnsteig zwischen Gleis 2 und 3 steht eine sechsteilige Holzbank. Die Bank und Bahnsteigüberdachungen stammen aus der ersten Umbauphase des Bahnhofs kurz nach 1900. Die Bahnsteigbrücke stammt aus der Zeit vor 1914. Sie steht unter Denkmalschutz und musste für die Elektrifizierung angehoben oder ersetzt werden. Es wurde dann unter Beibehaltung der historischen Treppenaufgänge ein Neubau der eigentlichen Brücke realisiert, wobei auch Aufzüge eingebaut wurden.
Bis 1969 führte die Überführung weiter auf einen zweiten Mittelbahnsteig mit den Gleisen 4 und 5. Dieser Bahnsteig war nach Aufgabe des Personenverkehrs nach Neuenburg und Rodenkirchen überflüssig. Somit steht heute noch ein Brückenelement mit zwei Kopfbauten. Die Abstellgleise im Westen des Bahnhofs verschwanden beim Umbau 2012. Außer den Bahnsteiggleisen gibt es noch ein Durchgangsgleis 4, das seit dem Umbau 2012 wieder in Betrieb ist. Beidseitig der Gleise wurde eine Schallschutzwand errichtet.
Nördlich des Empfangsgebäudes liegt noch der Güterschuppen, welcher seit dem Umbau 2012 jedoch keinen Gleisanschluss mehr hat.

## Verkehr

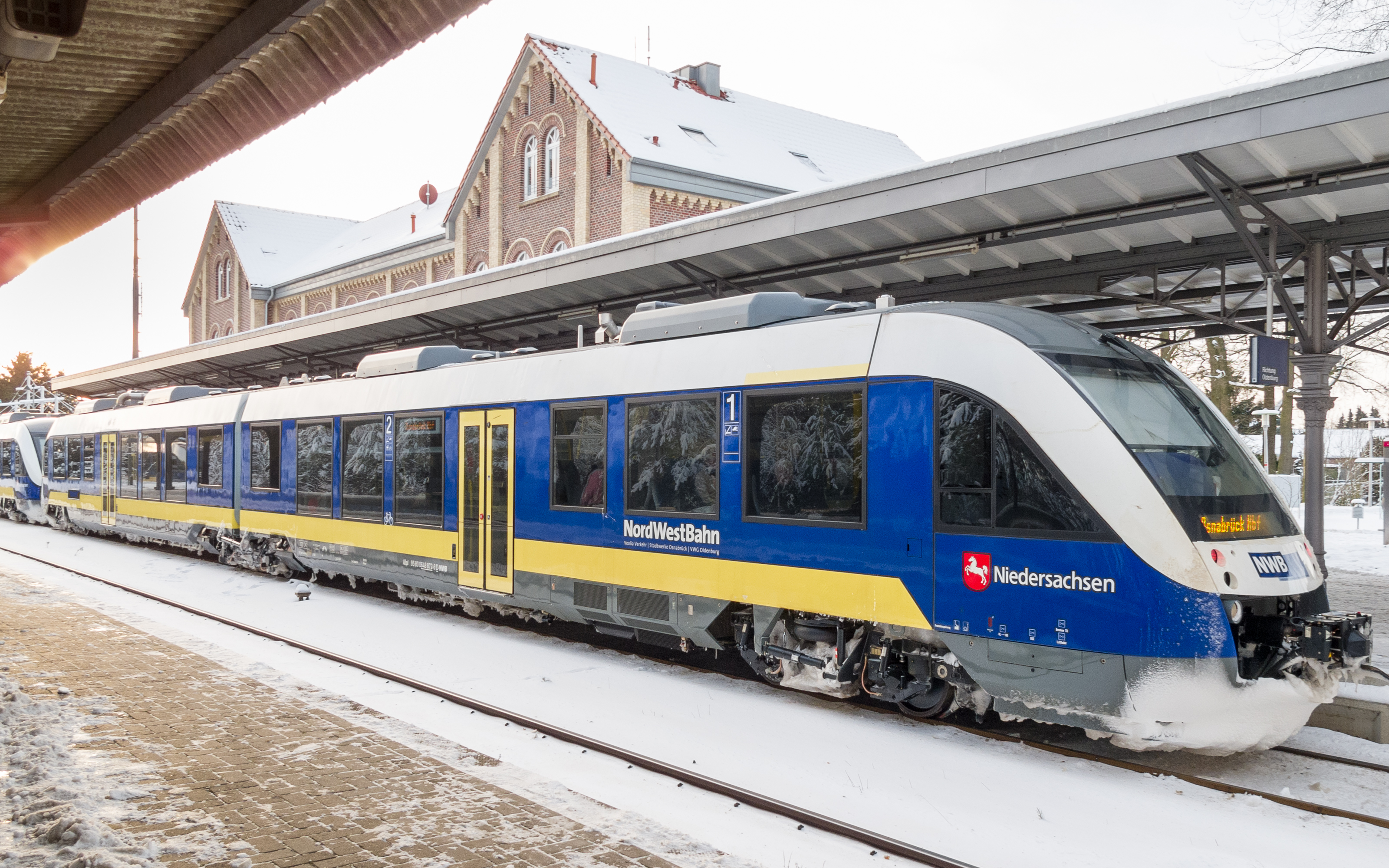
LINT 41 der NWB im Bahnhof Varel

Heute ist Varel nur noch ein Durchgangsbahnhof als Teil der Strecke zwischen Oldenburg und Wilhelmshaven. Es verkehren folgende Linien (Stand: Jahresfahrplan 2023):
| Linie | Linienverlauf | Takt                              | Betreiber    | Anmerkung                 |
| ----- | --- | --------------------------------- | ------------ | ------------------------- |
| RE 18 | Osnabrück Hbf – Bramsche – Cloppenburg – Oldenburg (Oldb) Hbf – Varel – Wilhelmshaven                                  | 60 min                            | NordWestBahn | Taktverdichter in der HVZ |
| RS 3  | Oldenburg (Oldb) Hbf – Rastede – Jaderberg – Varel (Oldb) – Sande – Wilhelmshaven Stand: Fahrplanwechsel Dezember 2023 | 120/180 min (wochentags tagsüber) | NordWestBahn |                           |

## Regelmäßige Veranstaltungen
Im Vareler Bahnhofsgebäude finden jeden Donnerstag regelmäßig Veranstaltungen unter dem Titel Kultur am Haltepunkt statt. Hier treten Künstler wie Stand-up-Comedians, Schauspieler, Buchautoren oder Musikgruppen auf. Kultur am Haltepunkt wird von der Stadtmarketing Varel organisiert und von regionalen sowie überregionalen Sponsoren finanziert.